# Klaus Iohannis
Klaus Werner Iohannis (* 13. června 1959 Sibiu) je rumunský politik německé národnosti a od prosince 2014 do února 2025 prezident Rumunska. Do složení slibu působil jako předseda Národně liberální strany a dlouholetý starosta města Sibiu. Dne 16. listopadu 2014 porazil v prezidentských volbách premiéra Victora Pontu.

## Život
Pochází z rodiny sedmihradských Sasů a jeho rodiče se roku 1992 vystěhovali do Německa. Vystudoval fyziku na univerzitě v Cluji-Napoce a působil jako středoškolský učitel, později inspektor. Roku 1990 vstoupil do Demokratického fóra rumunských Němců a roku 2001 se stal jeho předsedou. Fórum ho roku 2000 navrhlo na primátora Sibiu a ačkoli německá menšina tvoří jen asi 1,6 % obyvatel kdysi převážně německého města (Hermannstadt), volby vyhrál. Byl tak úspěšný, že volbu vyhrál i v letech 2004 a 2008. Prosadil obnovu historického centra, které se stalo turistickou atrakcí a v roce 2007 bylo vyhlášeno Evropským hlavním městem kultury.
Roku 2009 byl parlamentem navržen na funkci předsedy vlády, prezident však jmenoval jiného kandidáta. Jako etnický Němec byl Iohannis vnímán jako nadstranický kandidát, i když jeho Fórum trvale spolupracovalo s Národní liberální stranou a sám do ní roku 2013 vstoupil. V listopadových prezidentských volbách 2014 získal v prvním kole 30,37 % hlasů, ve druhém kole 56 % hlasů a stal se tak prezidentem Rumunska.
V listopadu 2019 byl znovuzvolen, když v druhém kole volby porazil bývalou premiérku Vioricu Dancilaovou.
Klaus Iohannis je členem Luteránské církve, je ženatý a bezdětný. Mluví německy i rumunsky.

## Názory
V červnu 2022 během své cesty do Kyjeva podpořil společně s Olafem Scholzem, Emmanuelem Macronen a Mariem Draghim pro Ukrajinu okamžitý status kandidátské země pro vstup do Evropské unie.

## Vyznamenání
- záslužný kříž na stuze Záslužného řádu Spolkové republiky Německo – Německo, 2006
- rytíř Řádu rumunské hvězdy – Rumunsko, 2007
- komtur Řádu hvězdy italské solidarity – Itálie, 22. dubna 2008[5]
- důstojník Řádu koruny – Belgie, 2009[5]
- důstojník Řádu za zásluhy Lucemburského velkovévodství – Lucembursko, 2009
- velká čestná dekorace ve stříbře Čestného odznaku Za zásluhy o Rakouskou republiku – Rakousko, 2009[6]
- rytíř Národního řádu za zásluhy – Rumunsko, 2011[7]
- záslužný kříž I. třídy Záslužného řádu Spolkové republiky Německo – Německo, 2014
- velkokříž s řetězem Řádu prince Jindřicha – Portugalsko, 17. června 2015[8]
- Řád republiky – Moldavsko, 13. ledna 2016 – za jeho zvláštní přínos k rozvoji a posílení přátelských vztahů a spolupráce mezi Rumunskem a Moldavskem a za podporu Moldavska v jeho úsílí o evropskou integraci[9]
- velkokříž Řádu Vitolda Velikého se zlatým řetězem – Litva, 18. května 2016
- velkokříž s řetězem Řádu zásluh o Italskou republiku – Itálie, 30. května 2016[10]
- Řád Stará Planina I. třídy – Bulharsko, 6. června 2016[11]
- rytíř Nassavského domácího řádu zlatého lva – Lucembursko, 7. června 2016
- Řád bílé orlice – Polsko, 6. července 2016[12]
- Řád bílého dvojkříže I. třídy – Slovensko, 10. října 2016 – za mimořádný přínos za rozvoj bilaterálních vztahů mezi Slovenskem a Rumunskem[13]